# 中央町 (目黒区)
中央町（ちゅうおうちょう）は、東京都目黒区の地名。現行行政地名は中央町一丁目及び中央町二丁目。住居表示実施済区域。

## 地理
目黒区の地理的中央部に、駒沢通りと目黒通りにはさまれた形で位置している。北部は駒沢通りを境に五本木に接し、東部は中町に、南部は目黒通りを境に目黒本町に、西部は鷹番にそれぞれ接している。また、北西端を東急東横線が高架で通過している。町域内は主に住宅地として利用される。

## 歴史
1966年（昭和41年）に唐ヶ崎町・鷹番町・中目黒四丁目・上目黒五丁目の各一部から成立した。かつては目黒区役所の所在地であったが、2003年（平成15年）1月6日に上目黒（東急東横線中目黒駅付近）に移転した。

## 世帯数と人口
2025年（令和7年）3月1日現在（目黒区発表）の世帯数と人口は以下の通りである。
| 丁目         | 世帯数    | 人口    |
| ------------ | --------- | ------- |
| 中央町一丁目 | 2,115世帯 | 3,255人 |
| 中央町二丁目 | 2,691世帯 | 4,476人 |
| 計           | 4,806世帯 | 7,731人 |

### 人口の変遷
国勢調査による人口の推移。
| 年                 | 人口  |
| ------------------ | ----- |
| 1995年（平成7年）  | 7,004 |
| 2000年（平成12年） | 7,221 |
| 2005年（平成17年） | 7,660 |
| 2010年（平成22年） | 8,092 |
| 2015年（平成27年） | 8,109 |
| 2020年（令和2年）  | 8,342 |

### 世帯数の変遷
国勢調査による世帯数の推移。
| 年                 | 世帯数 |
| ------------------ | ------ |
| 1995年（平成7年）  | 3,654  |
| 2000年（平成12年） | 4,005  |
| 2005年（平成17年） | 4,340  |
| 2010年（平成22年） | 4,496  |
| 2015年（平成27年） | 4,604  |
| 2020年（令和2年）  | 4,834  |

## 学区
区立小・中学校に通う場合、学区は以下の通りとなる（2025年4月現在）。
| 丁目         | 番地 | 小学校               | 中学校                 |
| ------------ | ---- | -------------------- | ---------------------- |
| 中央町一丁目 | 全域 | 目黒区立鷹番小学校   | 目黒区立目黒中央中学校 |
| 中央町二丁目 | 全域 | 目黒区立五本木小学校 | 目黒区立目黒中央中学校 |

## 交通
町域内に鉄道駅はないが、北側に東急東横線祐天寺駅、南西側に学芸大学駅があり、いずれも徒歩圏で利用できる。また目黒駅から町域南部の目黒通りを走る路線バスも利用されている。

## 事業所
2021年（令和3年）現在の経済センサス調査による事業所数と従業員数は以下の通りである。
| 丁目         | 事業所数  | 従業員数 |
| ------------ | --------- | -------- |
| 中央町一丁目 | 103事業所 | 1,028人  |
| 中央町二丁目 | 134事業所 | 1,350人  |
| 計           | 237事業所 | 2,378人  |

### 事業者数の変遷
経済センサスによる事業所数の推移。
| 年                 | 事業者数 |
| ------------------ | -------- |
| 2016年（平成28年） | 220      |
| 2021年（令和3年）  | 237      |

### 従業員数の変遷
経済センサスによる従業員数の推移。
| 年                 | 従業員数 |
| ------------------ | -------- |
| 2016年（平成28年） | 2,310    |
| 2021年（令和3年）  | 2,378    |

## 施設
- 目黒区立目黒中央中学校
- 目黒区立鷹番小学校
- 目黒区立五本木小学校
- 目黒区立中央緑地公園
- 目黒区立中央町社会教育会館(目黒区役所旧庁舎跡地)
- NTT唐ヶ崎ビル

## その他

### 日本郵便
- 郵便番号 : 152-0001[3]（集配局 : 目黒郵便局[14]）。